# Goobuntu
Goobuntu was de onofficiële naam van een Linuxdistributie gebaseerd op de LTS-versies (langetermijnondersteuning) van Ubuntu die intern gebruikt wordt door Google. Het voegt enkele pakketten toe voor het intern gebruik binnen Google, maar bevat geen grote verschillen tegenover Ubuntu. Het bestaan van Goobuntu werd bevestigd door Mark Shuttleworth en Google, maar men benadrukte dat de distributie nooit op de markt zal worden gebracht. Dit in tegenstelling tot geruchten waarin gesteld werd dat Google met Goobuntu de strijd aan zou gaan met Windows. Google neemt ondersteuning af bij Canonical. Net zoals Ubuntu gebruikt ook Goobuntu de desktopomgeving Unity.

## Veranderingen tegenover Ubuntu
- Er werd een licht aangepaste skin op Ubuntu's Unity geplaatst.
- Extra beheergereedschappen voor de desktops.